# Grand Knights History
Grand Knights History (グランナイツヒストリー Guran Naitsu Hisutorī?) es un RPG desarrollado por Vanillaware y publicado por Marvelous Entertainment para PlayStation Portable. En septiembre de 2011 se anunció una localización para Norteamérica a cargo de XSEED Games, pero en mayo de 2012 se canceló por falta de recursos. Sin embargo, todavía está previsto su lanzamiento en Europa a lo largo de 2012 de la mano de Rising Star Games.

## Juego
Grand Knights History es un RPG, de estilo tradicional, ambientado en un mundo de fantasía donde los jugadores deben tomar el control de un grupo de hasta cuatro personajes a partir de tres clases separadas - caballero, arquero o mago - que debe viajar a través de varios escenarios luchando contra enemigos y tomar parte en la historia. Los caballeros se especializan en combate cuerpo a cuerpo y armas cuerpo a cuerpo, los arqueros son expertos en ataques a distancia con arcos o armas de fuego y los magos pueden lanzar hechizos de magia para atacar a los enemigos o aliados de la ayuda. Cada personaje puede personalizarse de varias maneras, incluida la apariencia, la voz, la especialidad de armas y hechizos mágicos, y puede ser organizado en una de 20 formas de luchas distintas que afecten su desempeño en la batalla. Dependiendo de las opciones de un jugador, los personajes pueden aprender habilidades específicas y las técnicas que más les puede ayudar en el combate, que se lleva a cabo de una manera por turnos donde el personaje o enemigo con la velocidad más alta será el primero en  atacar. Las secuencias de batalla tendrán lugar en un área conocida como la Esfera de batalla " Reel ", en la que la cámara del juego es una panorámica dónde pueden verse los miembros de equipo o los enemigos durante la acción. El equipamiento de los personajes como nuevas armas, armaduras y adornos pueden aumentar de nivel haciendo que los personajes sean más fuertes y cambien de aspecto. La historia avanza mediante la participación en misiones que requieren que el jugador viaje a través del mundo del juego en un mapa con las zonas interconectadas y las ciudades. Mientras los jugadores completan las misiones principales, se abrirán nuevas rutas de acceso a zonas que estarán disponibles para explorar.
Las funciones en línea de la PlayStation Portable permiten que los jugadores puedan luchar entre sí en grupos que representan a uno de los tres reinos del juego. A medida que cada grupo gana batallas obtienen recompensas y se mantendrán al frente de una clasificación de La Comunidad. Los grupos ganadores podrán votar qué territorio quieren atacar. El individuo puede optar por tener a sus personajes controlados por la inteligencia artificial en lugar de sí mismos de forma manual.

## Desarrollo
Grand Knights History fue anunciado por primera vez en marzo de 2011 en la revista Famitsu y fue planeado por Marvelous Entertainment lanzarlo inicialmente en el verano de 2012. En junio de 2011, la compañía lanzó la primera vista previa de vídeo, así como una nueva fecha de lanzamiento fijada para septiembre. El juego es el primer título de Vanillaware desde Muramasa:. The Demon Blade para Nintendo Wii en 2009, y es el primero basado en juego de rol, así como el primero desarrollado para PlayStation Portable. El director del proyecto Tomohiko Deguchi explicó que el juego contiene un estilo artístico similar al de sus anteriores proyectos, la elaboración de "los personajes en 2D será animado al igual que en nuestros juegos de acción, y también nos estamos desafiando a nosotros mismos para construir un nuevo tipo de juego por la fusión de online y offline". El modo en línea fue visto como un componente principal del juego, que Deguchi elaboró "La mayoría de los juegos de rol hasta ahora involucran a una persona o un grupo de amigos que juegan juntos, pero se está tratando de establecer este nuevo tipo de juego, una guerra en la que todos los usuarios están conectados entre sí. Es un RPG de guerra en la que se estarán no sólo un jugador ni sólo unas cuantas personas sino todos los jugadores juntos en una misma lucha". Esta decisión provocó que el editor del juego creara una infraestructura en línea capaz de permitir a los jugadores de distintos continentes jugar con los demás.
La canción oficial de los anuncios de televisión es "Navigation" del artista Fumika de J-pop.